# Enicospilus pluvius
Enicospilus pluvius là một loài tò vò trong họ Ichneumonidae.